# Talasnal
O Talasnal é uma aldeia serrana da Serra da Lousã, situada no Município da Lousã, freguesia da Lousã e Vilarinho. A aldeia está integrada na Rede das Aldeias do Xisto e faz parte da lista de Sítio de Importância Comunitária Serra da Lousã — Rede Natura 2000. Integra a União de freguesias de Lousã e Vilarinho.

## Caraterização
Relativamente ao plano urbanístico é de destacar a alminha situada na rua principal e dois lagares de azeite; teve uma escola que encerrou em 1975 já com apenas dois alunos, escola foi aberta de novo em 2015 graças a uma parceria entre a Câmara da Lousã e a Associação de Cooperação da Lousã; foi sendo abandonada progressivamente depois do seu apogeu em 1911 até só ter dois habitantes em 1981, recentemente a aldeia está a experimentar uma restauração e repovoação paulatinamente.

## Localização
O Talasnal encontra-se na vertente ocidental da serra, dentro da bacia hidrográfica da Ribeira de São João, mais especificamente localiza-se numa encosta disposta em direção ao norte estando disposta acompanhando um festo que se precipita até ao final do vale, a aldeia está situada a uma altitude de 500 m. Até à Lousã são 12 km.

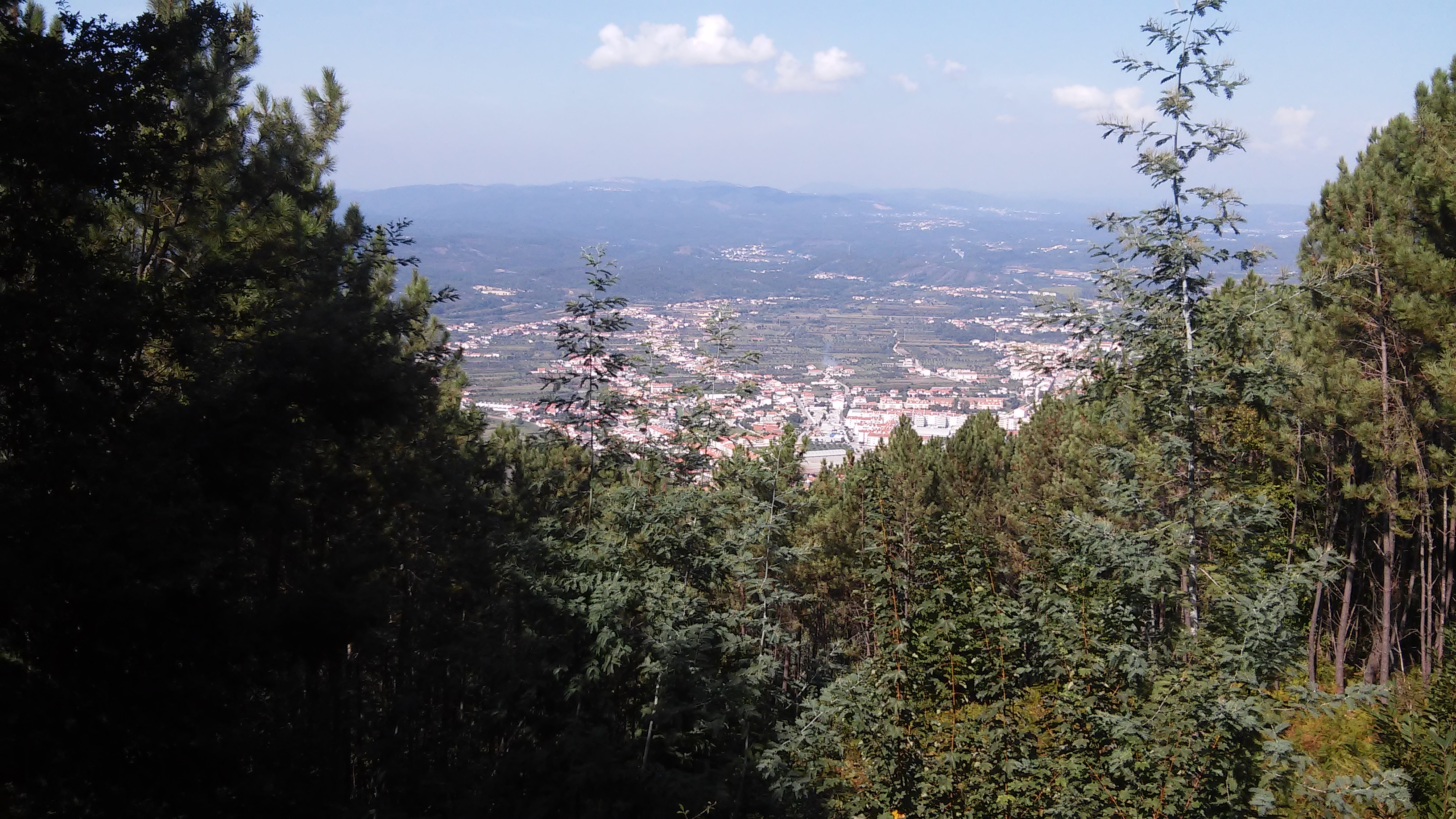
Vista da Lousã desde a estrada Lousã-Talasnal

## História
Pensa-se que a fundação desta aldeia assim como das que a rodeiam deve ter acontecido algures pela 2.ª metade do século XVII ou pelo começo do século XVIII, chega-se a esta conclusão porque no Cadastro da população do reino (1527) não faz menção alguma a estas aldeias o que sugere que até à fixação das gentes a ocupação seria realizada por pastores nas estações da primavera e do verão. A primeira referência ao Talasnal provém de uma multa executada pela Câmara da Lousã em 1679.

## Fauna e flora
Passa perto da aldeia a Ribeira da Vergada, os habitantes serranos usavam esta água para regar e impulsar os mecanismos dos lagares. A fauna serrana é composta essencialmente por corços, veados, javalis e muitos outros animais; a flora é composta maioritariamente por sobreiros, carvalhos, pinheiros e castanheiros.

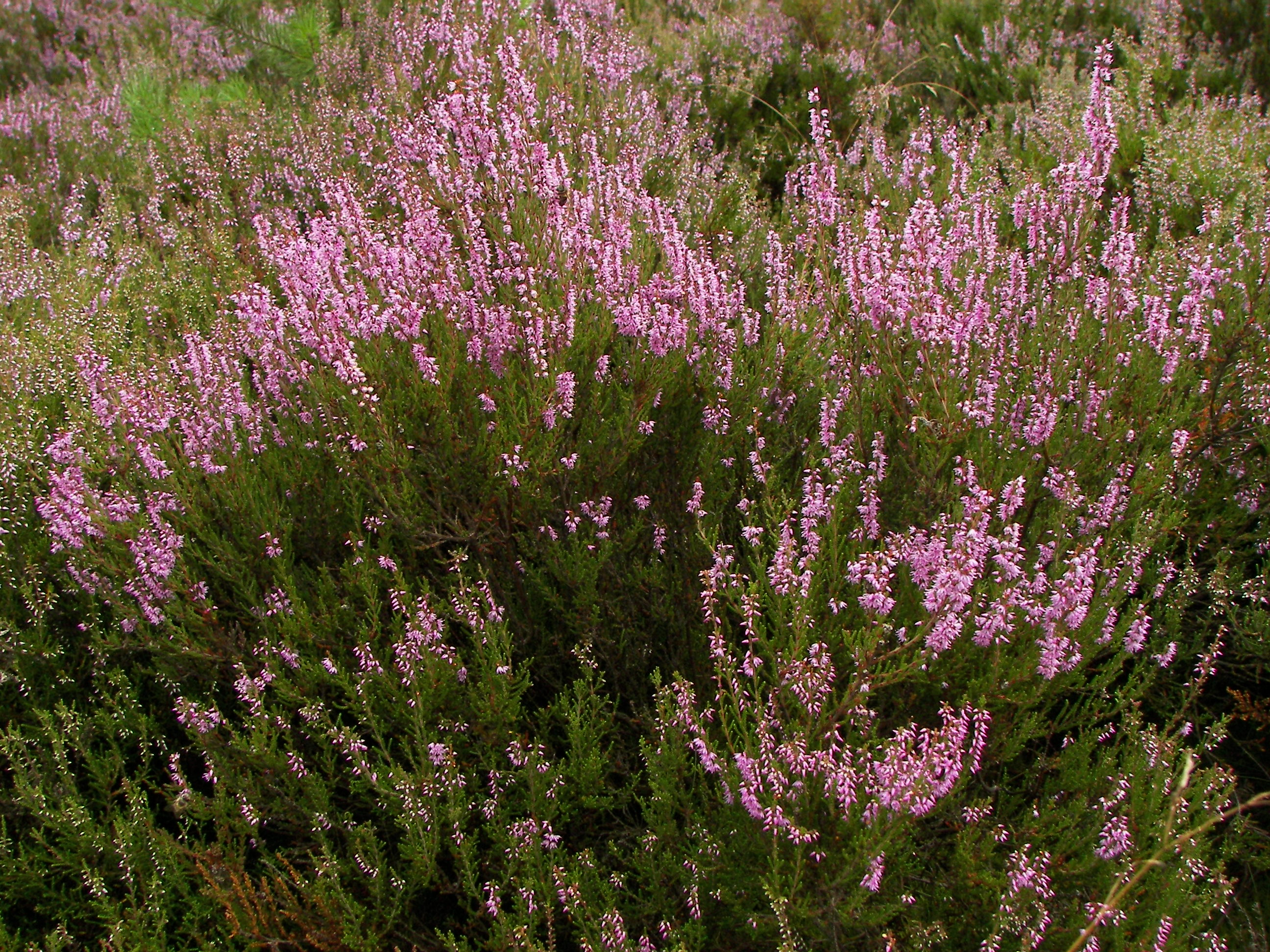
Flor muito comum na região